# Tỉnh tự trị của Nga
Liên bang Nga được chia thành 89 chủ thể, trong đó có duy nhất một tỉnh tự trị là Tỉnh tự trị Do Thái.
Thời Liên Xô cũ, Cộng hòa Xã hội chủ nghĩa Xô viết Liên bang Nga có 5 tỉnh tự trị (toàn Liên Xô có 8 tỉnh tự trị). Sau đó, tỉnh tự trị Adygea đã trở thành nước Cộng hòa Adygea, tỉnh tự trị Gorno-Altai trở thành nước Cộng hòa Altai, tỉnh tự trị Karachay-Cherkessia đã trở thành nước Cộng hòa Karachay-Cherkessia, và tỉnh tự trị Khakassia trở thành nước Cộng hòa Khakassia.
| 1. Tỉnh tự trị Do Thái |